# Robert Stell Heflin

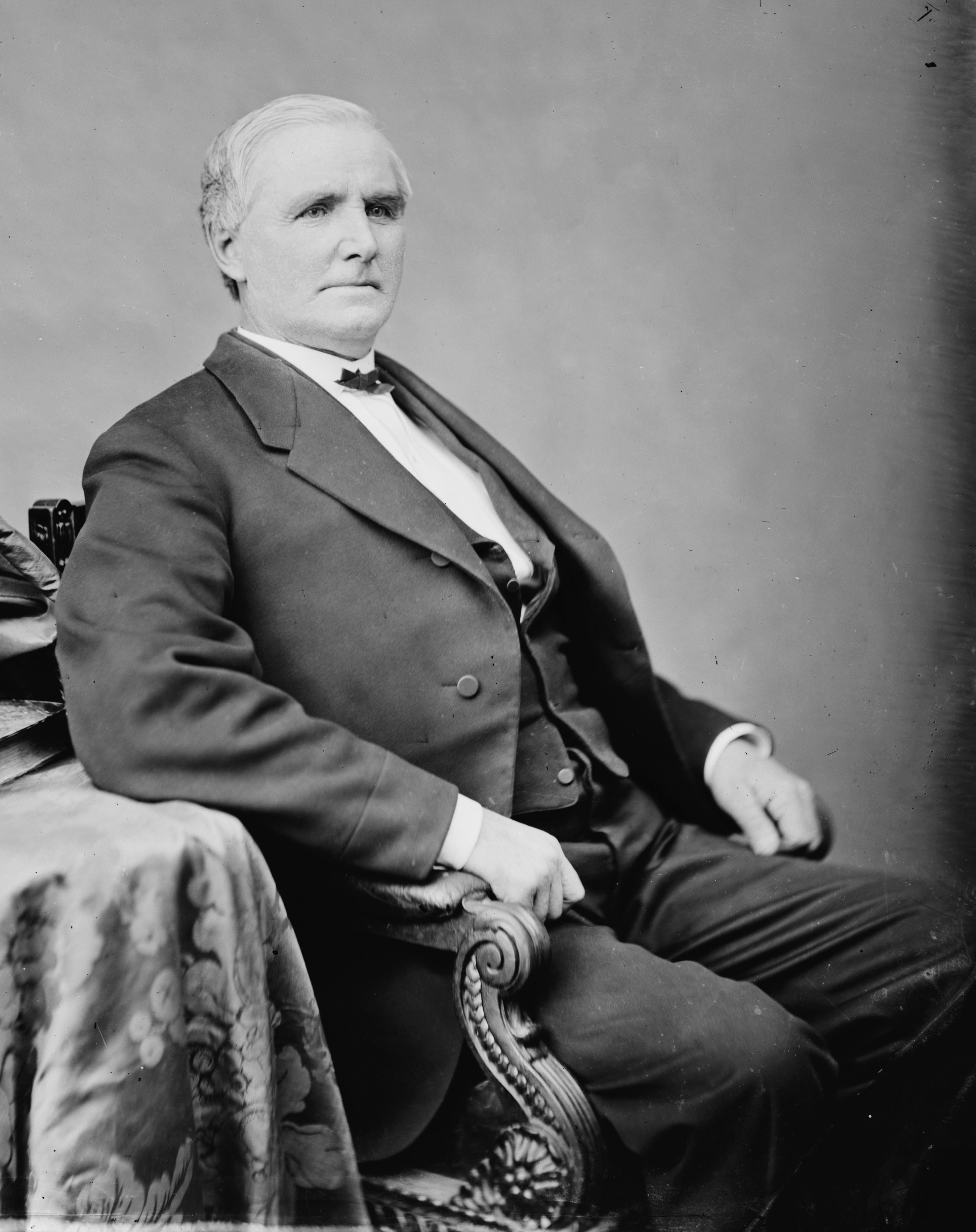
Robert Stell Heflin

Robert Stell Heflin (* 15. April 1815 nahe Madison, Morgan County, Georgia; † 24. Januar 1901 nahe Wedowee, Randolph County, Alabama) war ein US-amerikanischer Rechtsanwalt und Politiker (Republikanische Partei). Er war der Onkel des US-Senators James Thomas Heflin.

## Werdegang
Robert Stell Heflin verfolgte wissenschaftliche Studien. Er diente 1836 im Creek War. Danach war er zwischen 1836 und 1840 als Clerk am Kammergericht von Fayette County (Georgia) tätig. Heflin studierte Jura, bekam 1840 seine Zulassung als Anwalt und fing dann in Fayetteville (Georgia) an zu praktizieren. Ferner war er in Wedowee (Alabama) ebenfalls als Anwalt tätig.
Heflin verfolgte auch eine politische Laufbahn. Er war in den Jahren 1840 und 1841 im Senat von Georgia tätig. Dann zog er 1844 nach Randolph County (Alabama). Dort war er in den Jahren 1849 und 1860 Mitglied im Repräsentantenhaus von Alabama. Im letzten Jahr war er ebenfalls im Senat von Alabama tätig. Heflin wurde im letzten Jahr des Amerikanischen Bürgerkrieges Nachlassrichter im Randolph County, eine Stellung, die er bis 1866 ausübte. Später wurde er in den 41. US-Kongress gewählt, wo er vom 4. März 1869 bis zum 3. März 1871 tätig war. Er starb 1901 nahe Wedowee und wurde dort auf dem Masonic Cemetery beigesetzt.